# Klášter Smilheim
Vizovický klášter (také klášter Smilheim, Rosa Mariae) byl cisterciácký klášter založený v 60. letech 13. století moravským šlechticem Smilem ze Střílek. Klášter zanikl v 15. století. Na jeho místě byl vystaven zámek Vizovice, který zde stojí dodnes.

## Dějiny kláštera

### Založení a počátky kláštera
| „                                                     | Třetí ze Střelic Smil se jmenoval z Bočkových bratrů; statků měl velké množství, však neměl dětí. A proto pojal úmysl ten, že Kristu založí klášter, což též za našich časů on později započal zbožně, po sobě klášter tento sám rovněž jmenoval Smilheim; místo Vizovic kdys dnes Smilheim sluje to místo. | “ |
| — Kronika žďárského kláštera (Cronica domus Sarensis) | |   |

### Otázka data založení
Datace založení vizovického kláštera je komplikovaná. Svou pozornost ji ve svých pracích věnovali zejména historikové Jindřich Šebánek a Tomáš Borovský.
Jindřich Šebánek se ve své práci z roku 1961 zmiňuje o listině papeže Alexandra IV. datované k 30. lednu 1261, jež se odkazuje na zakládací listinu Smila ze Střílek. Právě zmiňovaná Smilova listina měla pojednávat o samotné fundaci kláštera Smilheim a o donaci statků novému klášteru. Tento dokument, tedy Smilovu listinu, však nemáme k dispozici. Šebánek ale každopádně logicky uvažuje, že založení vizovického kláštera (nebo přinejmenším jednání o založení) spadá před datum 30. ledna 1261, spíše na období roku 1260. Podle Šebánka ale byla samotná zakládací listina, i přes již vydané papežské schválení založení, patrně vyhotovena až dodatečně, a to 21. srpna 1261 v Olomouci. K tomuto srpnovému datu se právě hlásí listina, kterou ve své práci Šebánek zkoumá. Dokázal však, že se jedná o falzum až z 60. let 14. století. Vzniklo zřejmě za účelem vlastnictví určitého argumentu či „důkazu“, kterým chtěl klášter argumentovat při soudech se svými sousedy o statky a území. Z toho se dá odvodit, že svým obsahem nemůže falzum zcela odpovídat původní a originální zakládací listině. Šebánek se ale pokusil prokázat a najít možné obsahové shody a z falza z 21. srpna 1261 získat možný obsah skutečné zakládací listiny. Vznik této původní listiny také klade k datu právě 21. srpna 1261.
Proti Šebánkovi se vymezuje Tomáš Borovský. Nepředpokládá, že by bylo papežské potvrzení vydáno, aniž by neexistovala písemná podoba Smilovy zakládací listiny. Uvažuje tak, že původní zakládací listina byla vydána ještě před 30. lednem 1261 a že při vyhotovování falza mohlo dojít k mylnému opisu původní datace roku – místo roku „1260“ písař napsal „1261“.

### Impulsy k založení kláštera
Důvodů, které k založení kláštera ve Vizovicích mohly vést nebo skutečně vedly, je spousta. Podíl na tom mohly mít i události v Evropě. Ještě v polovině 13. století byla Evropa na východ od Čech ohrožována vpádem Mongolů, kteří prošli i přes Moravu. Kromě Mongolů samotných se na Moravě pohybovali i Kumáni, kteří ji těžce drancovali. Toto všechno souviselo s aktivitami Přemysla Otakara II., který se roku 1253 stal českým králem. Jeho manévry a politika se mimo jiné soustředily směrem k rakouské a uherské straně. Roku 1260 český král zvítězil v bitvě u Kressenbrunnu, nakonec získal za ženu Kunhutu, vnučku uherského krále Bély IV. Při těchto událostech a akcích mohl po boku českého krále osobně stát i Smil ze Střílek, moravský šlechtic a zakladatel vizovického kláštera. Muži, kteří odcházeli do bojů a na válečná tažení, mohli uzavírat sliby Bohu. Tomáš Borovský uvažuje o pravděpodobnosti, že příčiny Smilova založení kláštera mohou souviset s událostmi, které Smil prožil ve službách krále.
Smila mohl k založení vlastního kláštera přivést i jakýsi trend doby, inspirace z okolí i rodinného prostředí. Klášterní fundace se rozšiřovaly a nebyla to čistě jen zásluha panovníka a jeho rodiny. V 50. letech 13. století založil Smilův bratr Boček z Obřan cisterciácký klášter ve Žďáře nad Sázavou. Mnoho Smilových aktivit, které jsou doloženy díky jeho svědectví na několika listinách, je spojeno právě se žďárským klášterem i s činností jeho bratra Bočka.
Založení kláštera bylo také záležitostí prestiže a „povinnosti“ související s vysokým společenským postavením šlechtice. Smil ze Střílek se pohyboval v okolí jak Václava I., tak i jeho syna Přemysla Otakara. Význam Smilova postavení může dokládat i to, že si mohl dovolit postavit si vlastní hrad jako své sídlo. Staly se jím Střílky, dnes zřícenina hradu ve Chřibech. Smil zastával důležitou a významnou funkci přerovského kastelána, od roku 1255 se na listinách objevuje jako brumovský purkrabí. V samotné listině, která se vztahuje k aktu založení kláštera ve Vizovicích, je Smil titulován jako „Nos Zmilo de Strielcz, castellanus perpetuus Brunowensis“ a „nos Zmilo, castellanus de Brunow“. Brumov byl královským hradem a jeho správcovství patřilo k významným purkrabským úřadům na Moravě. Důležitost Brumova spočívala zejména v jeho poloze a s tím spojené úloze hraničního hradu. Hrad střežil strategicky významný Vlárský průsmyk, kterým případně procházeli nepřátelé a vojska. Zřejmě díky svým funkcím a věrnosti vůči panovníkovi patřilo Smilovi rozsáhlé panství, mnoho statků a majetku. K odpovídající reprezentaci tak patřil jak vlastní kamenný hrad, tak i klášterní fundace a další donace.
Impulsem k založení kláštera mohly být i náboženské důvody. Fundace mohla Smilovi a případně i jeho ženě Bohuvlastě zajistit „posmrtné blaho“. V neposlední řadě významnou roli hrály spíše důvody praktické. I podle záznamu ve žďárské kronice víme, že manželé neměli žádné potomky. Absence dědice jejich majetku a statků mohla vést k rozhodnutí věnovat toto své dědictví klášteru, který nakonec i založili.
K novému zakládání dalších a dalších fundací zejména ve 13. století docházelo i z důvodů kolonizovat a kultivovat tamější krajinu. Nový klášter získal mnoho statků nejen v okolí samotných Vizovic, ale i dále na jih od nich či směrem ke Vsetínu. Cílem se mohla stát snaha kraj možná spíše doosídlit. Na osídlování východní a jihovýchodní Moravy se, zejména při moravsko-uherské hranici, podílelo více šlechticů ze zdejších panství, a to i v průběhu dlouhé řady let.

### Poloha a podoba kláštera
Pověst o založení kláštera ilustruje důvod vybrání Vizovic jako místo pro novou fundaci. Souvisí se zmíněnou absencí potomků a dědiců Smila a jeho ženy. Zadumaný Smil jel kdysi na koni krajinou, když v tom uviděl krásný šípkový keř. Rozhodl se utrhnout šípkovou růži pro svou ženu. Jakmile dorazil zpět na hrad Brumov, zjistil, že jím utrhnutá růže zmizela. Na druhý den se tak ke keři vrátil. K údivu jeho i Bohuvlasty byla růže zpět na svém místě, znovu zdobila krásný šípkový keř. Manželé to pokládali za boží znamení a na místě keře nechali vystavět klášter, který byl nazván Rosa Mariae.
Zdá se, že už ve 13. století byly Vizovice trhovou osadou s úterním trhem. Musely tak ležet pro daný trh na dostatečně lukrativním a „vytíženém“ místě, na živých komunikacích. Vizovice také mohly ležet v centru několika často i roztroušených skupinek statků, které tvořily rozsáhlé Smilovo panství. V neposlední řadě se Vizovice nenachází příliš daleko od samotného brumovského hradu, kde byl právě Smil purkrabím.
V otázce výběru polohy kláštera hrál významnou roli i samotný cisterciácký řád, kterému byl klášter určen. Vizovice mohly vyhovovat svou lokalitou, jelikož se nachází v údolí. Klášter také stával poblíž vodního toku. Samotné zakládání nových cisterciáckých klášterů probíhalo tzv. filiálním způsobem. Do Vizovic tak přišli mniši z Velehradu, který se pro nový vizovický klášter stal „nadřízeným“, mateřským klášterem, měl se o něj starat a pravidelně ho navštěvovat. Právě výběr cisterciáckého řádu ale může souviset i s jeho samotnou činností. Řád totiž bývá spojován nejen s duchovní činností, ale také s činností kolonizační. Cisterciáci se měli o pozemky starat a kultivovat krajinu.

### Postupný úpadek a konec kláštera
Vleklé spory o majetky a statky stály za postupným úpadkem kláštera. Klášter byl zároveň několikrát poničen. Chátral a vizovické majetky se v čím dál tím větší míře dostávaly do rukou zejména okolní šlechty. Klášter zanikl na konci 15. století. Na místě někdejšího Smilheimu byl po polovině 16. století postaven zámek Nový Smilheim, od 18. století zde stojí barokní zámek. Poloha dnešního vizovického zámku by měla odpovídat poloze kdysi zde stojícího cisterciáckého kláštera. Pod stěnami zámku byly archeologickými výzkumy nalezeny poslední památky na někdejší cisterciácký klášter.

#### Edice pramenů
- MERTLÍK, Rudolf – Metoděj ZEMEK (edd.). Cronica domus Sarensis: maior et minor. Třebíč: Blok, 2003.
- ŠEBÁNEK, Jindřich – Sáša DUŠKOVÁ (edd.). Codex diplomaticus et epistolaris regni Bohemiae. Tomi V, Fasciculus primus, Inde ab a. 1253 usque ad a. 1266. Praha: Academia, 1974.

#### Sekundární literatura
- ČIŽMÁŘ, Josef. Dějiny a paměti města Vizovic. Brno: vlastním nákladem, 1933.
- FOLTÝN, Dušan. Encyklopedie moravských a slezských klášterů. Praha: Libri, 2005.
- CHARVÁTOVÁ, Kateřina. Václav II.: král český a polský. Praha: Vyšehrad, 2007.
- PLAČEK, Miroslav – Peter FUTÁK. Páni z Kunštátu: rod erbu vrchních pruhů na cestě k trůnu. Praha: Nakladatelství Lidové noviny, 2006.
- POKLUDA, Zdeněk. Brumov: osudy hradu a jeho držitelů. Hýsly: Alcor Puzzle, 2005.
- ŠEBÁNEK, Jindřich. Vizovická listina Smila ze Střílek z r. 1261: jako historický pramen především k otázce osídlení na Valašsku. Vsetín: Muzeum regionu Valašsko, 1961.
- ZEMEK, Metoděj. Moravsko-uherská hranice v 10. až 13. století: (příspěvek k nejstarším dějinám Moravy). Brno: Musejní spolek, 1972.

#### Články
- BOROVSKÝ, Tomáš. Listina Smila ze Střílek a založení vizovického kláštera. Východní Morava: dějiny, lidé, krajina. Roč. 1 (2011), č. 1, s. 11-26. ISSN 1805-1154.
- BOROVSKÝ, Tomáš. Počátky vizovického kláštera a otázka datace listiny Smila ze Střílek. Valašsko: vlastivědná revue. Roč. 14 (2011), č. 27, s. 4-5. ISSN 1212-3382.
- SCHENK, Zdeněk – Jan MIKULÍK. Vizovice ve světle nových archeologických výzkumů. Valašsko: vlastivědná revue. Roč. 14 (2011), č. 27, s. 5–7. ISSN 1212-3382.